# Réserve écologique Irène-Fournier
Die Réserve écologique Irène-Fournier ist ein ökologisches Schutzgebiet im Süden der kanadischen Provinz Québec.
Es wurde im Jahr 1991 auf einer Fläche von 440 ha eingerichtet. Es liegt auf der Gaspé-Halbinsel in der regionalen Grafschaftsgemeinde La Matanie, unweit von Matane in den Monts Berry, genauer zwischen der Rivière Cascapédia und westlich des Mont Noble.
Das Gebiet schützt einen repräsentativen, wenn auch kleinen Teil der Laub- und Koniferenwälder in den Notre-Dame-Bergen der Hauts monts Notre-Dame. Dabei herrscht die hier sogenannte sapinière à bouleau blanc, also Tannenwald mit Papier-Birken vor.
Die Nordseite der Berry-Berge erhebt sich zwischen 230 und 700 m über dem Meeresspiegel. Der Untergrund besteht aus Tonschichten und Sandstein, die zwei geologischen Formationen angehören, zwischen denen sich eine vulkanische Gesteinslinse befindet. Darüber lagert eine dünne bis mittelstarke Tillitschicht mit organischem Material.
Der vorherrschende Tannen-Birken-Wald bedeckt die Lagen zwischen 350 und 700 m Höhe. Die durchfeuchteten Gebiete mit ausreichend organischer Substanz hingegen sind von verschiedenen Waldtypen, wie dem Tannen-Grau-Erle, Tannen-Schwarz-Fichte, Schwarzfichtenwald usw. besetzt.

## Namensgeberin
Der Name des Schutzgebiets geht auf Irène Fournier (1912–1974) zurück, eine Botanikerin, die sich Verdienste um den Unterricht in Biologie und Botanik erworben hat.